# Svet dalёkoj zvezdy
Svet dalёkoj zvezdy (Свет далёкой звезды) è un film del 1964 diretto da Ivan Aleksandrovič Pyr'ev.